# イオン液体

代表的なイオン液体の一つヘキサフルオロリン酸1-ブチル-3-メチルイミダゾリウムの構造

イオン液体（イオンえきたい、英: Ionic liquid、IL）は、化学において、液体で存在する塩（えん）をいう。かつてはイオン性流体、低融点溶融塩などとも呼ばれた。
「塩」(NaCl)に代表される無機塩は、小さなイオンから構成されており、イオン間の静電相互作用が非常に大きいため常温下では固体であり、これを液体化するには800℃以上に加熱する必要がある。しかし塩を構成する無機イオンよりも大きいある種の有機イオンに置換した場合、融点が低くなり、室温付近でも液体状態で存在するようになることがある。

## 概要
イオン液体の発見はパウル・ヴァルデンが1914年に発見した融点12度の硝酸エチルアンモニウム（CH3CH2NH3NO3）に遡るが、当時はほとんど注目されなかった。
1950年代には存在が認知され研究が行われたが、安定性に優れる有機イオンの開発に至らず、一時お蔵入りとなっていた。1990年代に入ってから、電解質の新材料探索において俎上に乗ったこともあり再び技術開発が進んだ。近年では多様な用途に適応できる可能性が着目され、大学や企業などによる研究が活発化し、豊富なサンプル提供も行われている。量産化技術の確立も進み、「夢の新材料」としての評価が高まりつつある。
またイオン液体は、通常の液体が乱雑な分子位置に散らばっているのに対し、成分イオンが配列しているナノ構造体であるとの見解が指摘されており、構造分析の研究が進んでいる。

## 用語
イオン液体であるとみなされるためには、ある程度融点が低くなければならない。具体的な融点の値は任意だが、100°C以下、あるいは150°C以下のものがイオン液体と呼ばれる。
特に室温・常圧で液体状態のものを指す場合は、常温イオン液体 (room temperature ionic liquid, RTIL) と呼ばれる。融点が低い塩という意味で常温溶融塩（もしくは室温溶融塩、ambient temperature molten salt, room temperature molten salt）という呼称も一般的に用いられる。
日本語訳については従来はイオン性液体と呼ばれていたが、"ionic" の対訳を「イオン性」としている学術用語があまりないことや、定義上の整合性から、「イオン液体」と呼ばれるようになった。

## 種類
基本的に、陽イオンの種類でピリジン系、脂環族アミン系、脂肪族アミン系の3つに大別される。これに組み合わせる陰イオンの種類を選択することで、多様な構造を合成できる。用いられる陽イオンには、イミダゾリウム塩類･ピリジニウム塩類などのアンモニウム系、ホスホニウム系イオン、無系イオンなど、陰イオンの採用例としては、臭化物イオンやトリフラートなどのハロゲン系、テトラフェニルボレートなどのホウ素系、ヘキサフルオロホスフェートなどのリン系などがある。

## 特徴
- 支持電解質を加えなくても電流を流すことができ、また電位窓も広い。イオン伝導率は一般的に10-5～10-2 S cm-1程度の値が報告されている。
- 一般に、-30℃以上～+300℃以下の温度域でも液体状を維持する。また、+400℃でも物性変化が少なく、耐熱性が高い。
- 蒸気圧は極めて低い。過去にはゼロであるとも言われた。減圧下での蒸留技術に関する開発も進められている。
- 一般に不揮発性であり、化学反応後の分離・再利用が容易。
- ほとんど蒸気圧が無いため不燃性・難燃性のものが多い。（ただし、すべてのイオン液体が燃えないわけではない）
- イオンにしては粘度が低い。
- そのイオンの種類選択によって、溶解性にさまざまな特性を持たせることが出来る。ある種のイオン液体は水とも有機溶媒とも溶けあわず、これらと混合しても相分離を起こし、そのためイオン液体は水でもなく有機溶媒でもない「第3の液体」とも呼ばれることがある。また一方で、親水性の高いイオン液体も存在する。その一方では溶媒中の分散に難を抱えるカーボンナノチューブを良く分散させるイオン液体も提案されており、非常に広範な適応力を発揮している。
- 熱伝導の媒体として使用できる比熱容量を持つ。

## 用途
イオン液体の用途として最も期待されている分野は電解質である。コンデンサーやリチウムイオン電池などから、燃料電池や太陽電池などの開発を促進する素材として注目されている。スーパーコンピューター「京」を用いた第一原理分子動力学計算による解析の結果、ハイドレートメルトは全ての水分子がリチウムイオンに配位した状態で液体となる、一般的な水溶液では取り得ない溶液構造により比類なき高電圧耐性と優れたリチウムイオン輸送特性を備えるためリチウムイオン電池用の電解液として適用可能であることが示された。また、環境負荷が低い溶媒としてめっき用途や、高い耐熱性からさまざまな反応溶媒としても期待される。また潤滑剤としては宇宙開発分野など特殊な環境下での利用も検討されるなど、多くの分野でその可能性が期待されている。2014年6月20日に打ち上げられたほどよし4号には次世代宇宙システム技術研究組合(NESTRA)によって開発されたMIPS(Miniature Ion Propulsion System :小型イオン推進システム)というイオンエンジンの電源として宇宙空間において世界初となるイオン液体リチウム二次電池が搭載された。

## セルロース溶媒としてのイオン液体

### イオン液体へセルロースを溶解する意義
近年、⽯油資源の枯渇や環境への影響から、⽯油資源に代わる再⽣可能資源としてバイオマスの利⽤が注⽬されている。様々なバイオマスの中でも植物の細胞壁の主成分の一つであるセルロースが非可食性バイオマスとして注目されている。 セルロースはトウモロコシなどの可⾷性バイオマスと違い、⾷料として利⽤できないため、⾷料⽣産との競合が起こらないことが⼤きなメリットである。セルロースの⽤途にバイオ燃料（例えばバイオエタノール）が挙げられる。しかしその一方でセルロースは、分子同士の水素結合力が強く、溶解することが難しい。そのため、セルロースから燃料への生化学的・化学的な変換が困難である。
さらにセルロースは、繊維や膜などの再⽣可能材料として成形して使うことができる。セルロースを成形するためには⼀度溶解した後に析出させる必要がある（析出させたセルロースは再⽣セルロースと呼ばれる）。このとき上記と同様に、セルロースを溶解する困難さが問題となる。
上記の問題を解決する理想的な溶媒の⼀つとして、イオン液体が提案されている。初めてイオン液体でセルロースを溶解した例は 1934 年の Graenacher の特許まで遡る 。しかしその後、2002年にRogersらが再発⾒し学術論⽂として報告するまで、その事実は⼀度忘れ去られていた。Rogersらの論⽂の後の発展は凄まじく、様々なイオン液体が開発された。現在では、常温以下の温和な条件でセルロースを⽐較的迅速に溶解する優れた溶媒として認知されている。他の溶媒では⾼温や⾼ pH など苛烈な条件が必要であり、イオン液体を利⽤することで溶解のエネルギーコストを抑えられることや分⼦量の低下が抑えられることが、⼤きなメリットとして挙げられる。

### 溶解メカニズム

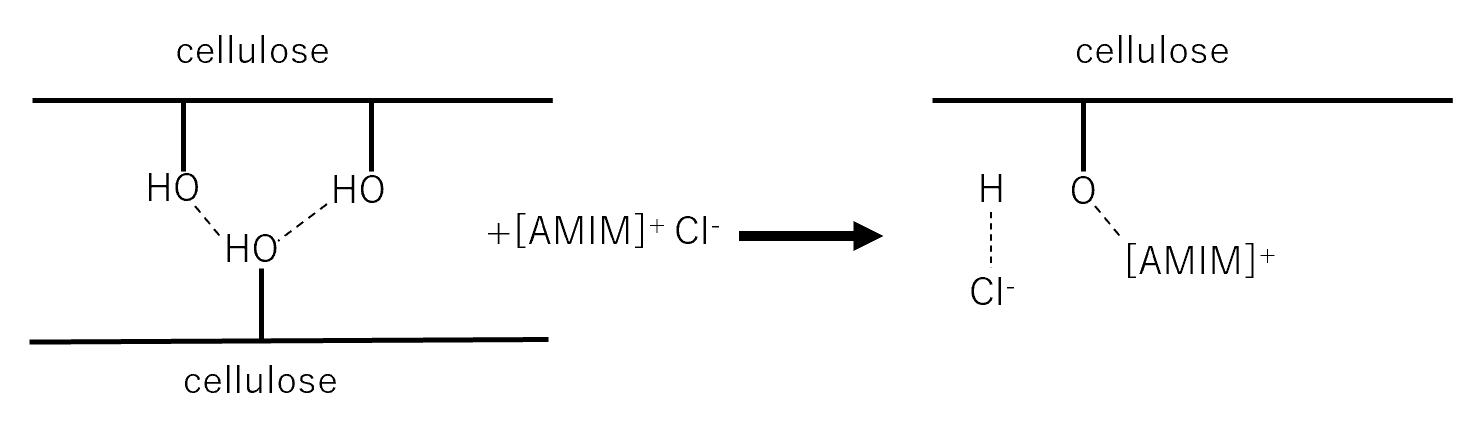
1-allyl-3-methylimidazolium chloride ([AMIM]Cl)によるセルロース溶解メカニズム。 [AMIM]^{+}はイオン液体のカチオン、Cl^{―}はアニオンを表す。

セルロースは分子同士の水素結合が強く、溶解が困難である。そのため、イオン液体のカチオンやアニオンが相互作用することによりセルロース分子間の水素結合を乱し、溶解することができる。イオン液体とセルロースの間の最も強い相互作用は、イオン液体のアニオンとセルロースのOH基との間に生じる水素結合である。このアニオンの水素結合力は、水素結合受容能としておよそ定義することができ、代表的な値はKamlet-Taftパラメーターのβ値として測定することができる。アニオンの高い水素結合受容能がセルロース溶解に重要であると述べたとおり、約0.8以上のβ値をもつイオン液体がセルロースを溶解できる。一方、カチオンも相対的に弱く水素結合していると思われるが、その寄与は小さいと思われる。カチオンは、アニオンによって引き剥がされたセルロース分子鎖の間に入り込み、セルロース分子鎖同士の水素結合の再形成を阻害している、という報告もある。しかし、セルロースの溶解メカニズムはまだ明らかになっていない部分もある。

### セルロース溶解に適したイオン液体の構造

1-ethyl-3-methylimidazoliumの構造

上記メカニズムのとおり、イオン液体のセルロース溶解能は、イオン液体のアニオンとカチオンの構造に依存する。適したアニオンは、⽔素結合受容能が⾼いものである（例：chloride, methylphosphonate, acetate）。適したカチオンは、イオンサイズが⽐較的⼩さく、平⾯な構造をとるものである（例：1-ethyl-3-methylimidazolium）。

### 今後の研究について
イオン液体のセルロースの溶解能はアニオンの水素結合受容能の強さに依存しているが、最近の研究では、アニオンだけでなくカチオンの構造が溶解に関係していることや、カチオンの種類が再生セルロースの物性に影響していることも報告されている。今後は、セルロースを再生可能な資源としてより効率よく利用していくために、溶解のしやすさだけでなく、精製しやすく扱いやすいイオン液体の発見と新たな精製方法などが研究されていくことが予想される。

## 毒性
イオン液体はその種類の豊富さから、毒性についてはまだはっきりとはわかっていない部分も多いが、少しずつ明らかになってきている。イオン液体の毒性はそのイオン構造に応じて変化し、殺菌剤として利用できるほど毒性が高いものから、エタノールやジメチルスルホキシドなどの有機溶媒よりも毒性が低いものも報告されている。

### 毒性を発揮するメカニズム
イオン液体が細胞に対して毒性を示す主因の一つとしては、イオン液体による細胞膜の破壊が提唱されている。細胞膜破壊に大きく関わるのは、イオン液体のカチオンの正電荷とそのカチオンのアルキル鎖長である。MDシミュレーションにより、以下の分子メカニズムが提示されている。静電相互作用によって、イオン液体のカチオンが細胞膜のリン脂質のアニオン部位に引き寄せられた後、そのカチオンのアルキル鎖が細胞膜のリン脂質の疎水部と疎水性相互作用することによって膜に入り込む。最終的に、カチオンが細胞膜に蓄積することで細胞膜が破壊される。このメカニズムから、カチオンのアルキル鎖が長ければ長いほど細胞膜に蓄積されやすく、毒性を発揮しやすい。

### 微生物への毒性
Lactobacillius rhamnosusなどの乳酸生成菌やVibro fischeri, Escherichia coli, Pichia pastoris, Bacillus cereusなどに対する毒性が調べられている。いずれも上記のメカニズム通り、イオン液体のカチオンのアルキル鎖が長いほど指数関数的に毒性が増す傾向がみられている。Escherichia coliに対して、イオン液体と有機溶媒の毒性比較も実施されており、いくつかの代表的な値を記す。例えば、1-ethyl-3-methylimidazolium tetrafluoroborate ([C2mim]BF4) が強く毒性を示す濃度（EC50 : 値が低いほど毒性が高い）は35,000 mg/L、1-hexyl-3-methylimidazolium bis(trifluoromethylsulfonyl)imide ([C6mim][NTf2]) のEC50は150 mg/Lであり、イオン液体種ごとの毒性は大きく異なった。その一方で有機溶媒においても、EC50は様々であり（ジメチルスルホキシド : 約63,000 mg/L、エタノール : 約16,000 mg/L、アセトン : 約11,000 mg/L、エチルベンゼン : 約50 mg/L）、一概にどちらが高い、と言うことはできない。以上のことより、イオン液体の毒性は多様であり用途に適したイオン構造を選択することが重要である。

### 動物への毒性
動物実験においても、カチオンのアルキル鎖の長さが重要であることが知られている。淡水産有肺類巻貝であるPhysa acutaへの毒性は、イミダゾリウムやピリジニウムといったカチオンの種類に関わらず、アルキル鎖の炭素数が長いほど毒性が高いことが報告されている。例えば、1-アルキル-3-メチルイミダゾリウムブロマイドにおいて、アルキル基の炭素数が4のときの半数が致死する濃度 (LC50) は229 mg/L、6のときのLC50は56 mg/L、8のときのLC50は8 mg/Lであった。
ゼブラフィッシュへの暴露実験では、AMMOENG 100もしくはAMMOENG 130と呼ばれるアンモニウム系イオン液体のLC50値は100 mg/L以上であった。その一方で、10 mg/Lの添加であっても平衡感覚の損失、運動量が減るといった結果が報告されている。
[C4mim]Clを用いたラットへの経口投与による毒性評価実験が行われている。175 mg/㎏のイオン液体を経口投与し2週間での様子を観察した。体重増加以外の健康状態に影響は観察されなかった。その一方で濃度を550 mg/㎏にすると4匹中1匹のラットの死亡が確認されたが、残りの３匹は健康であった。そこで2,000 mg/㎏の [C4mim]Clを投与したところ活動低下や姿勢異常などとともに残り３匹のラットは１日以内に死亡した。
蒸留水もしくはN,N-dimethylformamide (DMF) に溶解した2,000 mg/㎏の [C4mim]Clをラットの背中に塗布することで、皮膚への毒性についても評価されている。水で溶解した場合、1～3日目までは紅斑や浮腫といった皮膚症状が観察されたが、14日の間、全てのラットが生き残り、健康状態も良好であった。DMFで溶解した場合、5匹中2匹のオスが死亡し、5匹中5匹のメスが死亡した。また生き残ったオスにも自発運動の抑制や便量の減少といった症状がみられた。

### 低毒性なイオン液体
生物由来の構造を持つコリンカチオンと酢酸アニオンもしくはアミノ酸アニオンを持つイオン液体は比較的低毒性であると言われている。 また、コリン酢酸塩が大腸菌の代謝を阻害する一方で、カチオンとアニオンを共有結合でつないだzwitterion型のイオン液体は代謝を阻害せず、非常に低毒性であることが報告されている。このイオン液体は、低毒性な有機溶媒として知られているジメチルスルホキシドよりも低毒性であることが分かっている。

### 生分解
イオン液体の生分解性の研究は、環境中へのイオン液体の蓄績を低減するために不可欠である。生分解性が高ければ、ヒトや動物に対するイオン液体への中長期暴露量を低減できる。一般的なイミダゾリウム系やピリジニウム系といったイオン液体では迅速な生分解（例えば5日間）は起こらない。その一方で、例えば28日間など中期では生分解性を示すことが分かっている。イオン液体の生分解性については、カチオンとアニオンのどちらともが重要であり、どちらか一方が変わるだけでも生分解性が変化する。面白いことに、ClアニオンからBrアニオンに変化させるだけで生分解性が向上する場合も報告されている。近年は高い生分解性を期待して天然由来成分のイオン液体（例えばコリンカチオンとカルボン酸アニオン、アミノ酸アニオンなど）を利用することも注目されている。

## イオン液体研究会　サーキュラー
イオン液体に関する情報が専門家によって書かれている、イオン液体研究会発行の雑誌。専門家による多くの情報を無料で得ることができる。オンライン版のみで、2013年より年2回発行。時により掲載内容は異なるが、特集テーマ記事、研究会開催報告、関連学会参加報告、留学体験記、研究室紹介、関連学会の予定などから成る。イオン液体研究会のページより閲覧することができる。